# Lucas Radebe
Lucas Valeriu Ntuba Radebe, född 12 april 1969 i Soweto, är en sydafrikansk före detta professionell fotbollsspelare som mellan 1994 och 2005 spelade 256 ligamatcher för Leeds United. 
Han kom till Leeds från Kaizer Chiefs FC där han inledde sin professionella karriär 1990. Radebe debuterade i landslaget den 7 juli 1992 i en match mot Kamerun. Med landslaget vann han Afrikanska mästerskapet i fotboll 1996. Radebe värvades av Leeds 1994, men det tog ett antal år innan han etablerat sig i startelvan och fick sitt smeknamn"The Chief". Han blev så småningom lagkapten för Leeds vilket varade under flera säsongers samt för Sydafrikas landslag, bland annat under två VM-turneringar (1998 och 2002). Han gjorde totalt 70 landskamper och två mål innan han slutade i landslaget 2003, hans sista landskamp var mot England den 22 maj 2003.